# خوليو سيزار مورينو
خوليو سيزار مورينو (بالإسبانية: Julio César Moreno)‏ هو لاعب كرة قدم ومدرب كرة قدم تشيلي، ولد في 27 سبتمبر 1969 في سانتياغو في تشيلي.